# Sonia Bisset
Sonia Bisset Poll, kubanska atletinja, * 1. april 1971, Palma Soriano, Kuba.
Nastopila je na poletnih olimpijskih igrah v letih 2000 in 2004, obakrat je dosegla peto mesto v metu kopja. Na svetovnih prvenstvih je v isti disciplini osvojila bronasto medaljo leta 2001, na panameriških igrah pa srebrno medaljo leta 2007.